# Charles Tilston Bright

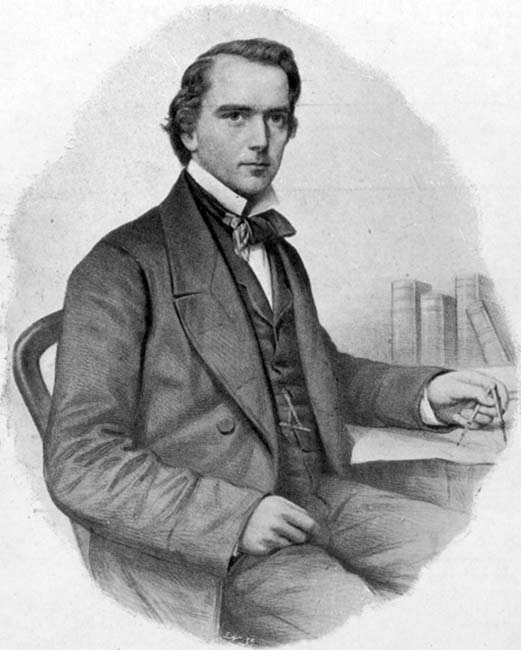
Charles Tilston Bright

Charles Tilston Bright (Wanstead, 8 juni 1832 – Londen, 3 mei 1888) was een Brits elektrotechnicus die toezicht hield op de aanleg van de eerste trans-Atlantische telegraafkabel, en waarvoor hij geridderd werd.

## Levensloop
Sir Charles Tilston Bright werd op zijn vijftiende griffier bij de Electric Telegraph Company (opgericht in 1846 door William Fothergill Cooke and John Lewis Ricardo) en zijn talent voor de elektrotechniek was opzienbarend dat hij in 1852 werd benoemd tot technicus bij de Magnetic Telegraph Company. In die rol hield hij toezicht op de aanleg van ondergrondse telegraaflijnen in de Britse eilanden, waaronder in 1853 de eerste zeekabel tussen Schotland en Ierland – van Portpatrick naar Donaghadee – wanneer hij net 21 was. Het was deze prestatie die de uitvoerbaarheid liet zien van een onderzeese elektrische kabelverbinding tussen Ierland en Noord-Amerika.
Samenwerkend met Cyrus West Field en John Watkins Brett, die leiding gaven aan de Newfoundland Telegraph Company organiseerde Bright in 1856 de Atlantic Telegraph Company voor het ontwerp van de trans-Atlantische kabel, met hemzelf als leidinggevend ingenieur. Na twee tegenslagen wist Bright in augustus 1858 met succes een geslaagde verbinding tot stand te brengen in wat velen zagen als een onmogelijke prestatie. Hierdoor werd het mogelijk gemaakt dat koningin Victoria eindelijk een telegram kon versturen naar Amerikaanse president James Buchanan.
Een paar dagen nadat hij de lijn bij het Ierse eiland Valentia aan land had gebracht werd hij in Dublin geridderd. Sir Charles Bright overzag vervolgens de aanleg van onderzeese kabels in verscheidene gebieden van de wereld, waaronder het Middellandse zeegebied en kabels richting India. Daarnaast was hij raadgevend technicus bij de twee volgende trans-Atlantische kabels, nadat de eerste kabel reeds na enkele maanden in bedrijf te zijn geweest kapot was gegaan.
Samen met Josiah Latimer Clark, met wie hij in 1861 een vennootschap was aangegaan, vond hij verbeterde werkmethodes uit om zeekabels te isoleren en om ze te beschermen tegen het roesten in zeewater. Een document over elektrische standaarden die hij voordroeg aan de Britsh Association leidde tot de oprichting van een commissie over dit onderwerp, die op hun beurt de basis legde van het hedendaagse systeem.
Van 1865 tot 1868 was hij een liberaal parlementslid voor Greenwich en was hij voorzitter van de Institution of Electrical Engineers (IEE) in 1887. Samen met zijn vrouw Hannah kreeg hij zes kinderen. Hij overleed op 55-jarige leeftijd te Abbey Wood, nabij Londen.